# Trinitatiskirche (Gütersloh)

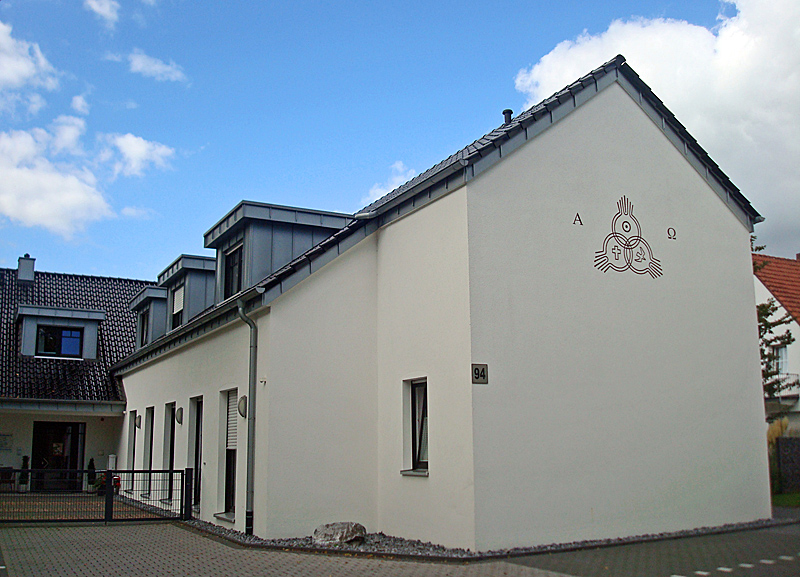
Nur die Gebäudefront erinnert noch an die einstige Nutzung des Gebäudes als Kirche.

Die Trinitatiskirche ist ein profanierter Kirchenbau im Ortsteil Kattenstroth der ostwestfälischen Kreisstadt Gütersloh. Das Gotteshaus der Evangelischen Kirchengemeinde Gütersloh wurde im Oktober 2007 entwidmet.
Der letzte Gottesdienst in der Trinitatiskirche fand am 21. Oktober 2007 statt. Im Anschluss an den Gottesdienst zog die Gemeinde in einer Prozession in die Matthäuskirche um, wohin auch einige Kunstwerke der Inneneinrichtung wechselten.
In den folgenden Monaten wurde die Trinitatiskirche zu einer betreuten Wohngemeinschaft der Diakonie für pflegebedürftige und an Demenz erkrankte Senioren umgebaut. An der Stelle des Glockenturms, dessen Glocken an eine Kirche in Iserlohn gegeben wurden, entstand ein Neubau mit elf Miet- und Eigentumswohnungen für seniorengerechtes Wohnen. Die Einrichtung trägt den Titel „Pflegewohngemeinschaft Trinitatis“.
Die 1995 von der Firma Emil Hammer Orgelbau erbaute Orgel der Trinitatiskirche wurde vom Verler Orgelbau-Meisterbetrieb Kampherm in die Gütersloher Erlöserkirche umgesetzt. Sie hat elf Register auf zwei Manualen und Pedal, mechanische Traktur und Registratur.